# Saint-Germain-Lavolps
Saint-Germain-Lavolps è un comune francese di 94 abitanti situato nel dipartimento della Corrèze nella regione della Nuova Aquitania.

## Società

### Evoluzione demografica
Abitanti censiti